# Junkers G 38
Junkers G 38 byl německý obří dopravní letoun z konce 20. let 20. století, který byl zhotoven v Německu ve dvou exemplářích.

## Vývoj

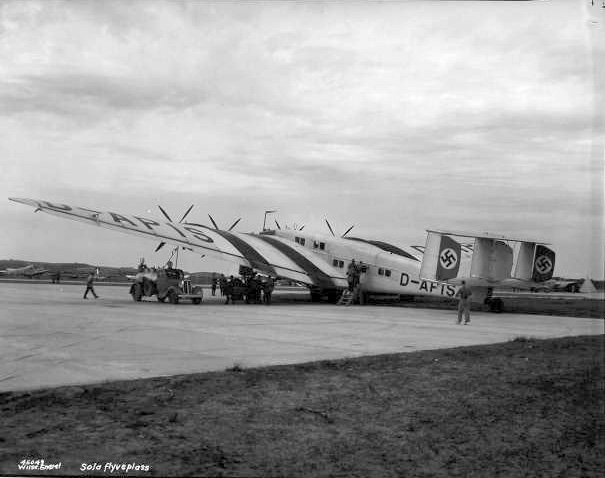
Junkers G.38 (D-APIS), Deutsche Lufthansa, letiště Sola, Norsko

První prototyp označený jako G 38 (Werk-Nr.3301, D-2000) zalétal pilot Wilhelm Zimmermann 6. listopadu 1929. Pohon zajišťovaly dva řadové vznětové šestiválcové motory Junkers L8 chlazené vodou o výkonu po 309 kW a dva řadové dvanáctiválcové motory Junkers L88 o výkonu po 588 kW. Pohonné jednotky L8 roztáčely dvoulisté dřevěné vrtule Junkers, L88, což byly zdvojené L8, čtyřlisté. Od jara 1931 sloužil u letecké společnosti Deutsche Lufthansa, nejčastěji na lince do Londýna. Po úpravě křídla a trupu v Dessau byl tento exemplář označován G 38a „Deutschland“ a jeho imatrikulace byla změněna na D-AZUR. Původní slabší vnější pohonné jednotky L 8 byly demontovány a stroj nadále létal se čtveřicí motorů L 88. Tento letoun byl užíván zejména k reklamním účelům a v květnu 1936 byl při havárii zničen.
Druhý stroj, označený jako G 38b, byl dokončen na jaře 1932 (Werk-Nr.3302, D-2500, po změně na písmenné poznávací značky v roce 1934 D-APIS). Měl vyšší trup s prostorem pro dvojnásobný počet 34 pasažérů a změněný půdorys křídla. V dubnu 1933 jej na slavnostní ceremonii v berlínském Tempelhofu pokřtili na „Generalfeldmarschall von Hindenburg“. V roce 1936 byl tento letoun vybaven motory Junkers Jumo 204 a obdržel nové označení G 38ce. V září 1939 stroj Lufthanse zabavila Luftwaffe a byl používán k přepravě vojenského materiálu u jednotky KGrzbV 172, opět jako G 38b (GF+GG). V dubnu 1940 se účastnil útoku a okupace Norska. 17. května 1941 byl na letišti Tatoi v Athénách zničen náletem bombardérů Royal Air Force.
Licence letounu byla prodána do Japonska, kde bylo vyrobeno 6 kusů bombardérů Ki-20. V přídi nesly 20 mm kanón, další hlavňovou výzbroj tvořilo šest pohyblivých kulometů ráže 7,7 mm. Na vnějších závěsech mohly tyto letouny nést až 5000 kg pum. Poslední kus byl vyřazen v roce 1943.

## Specifikace (G 38ce)

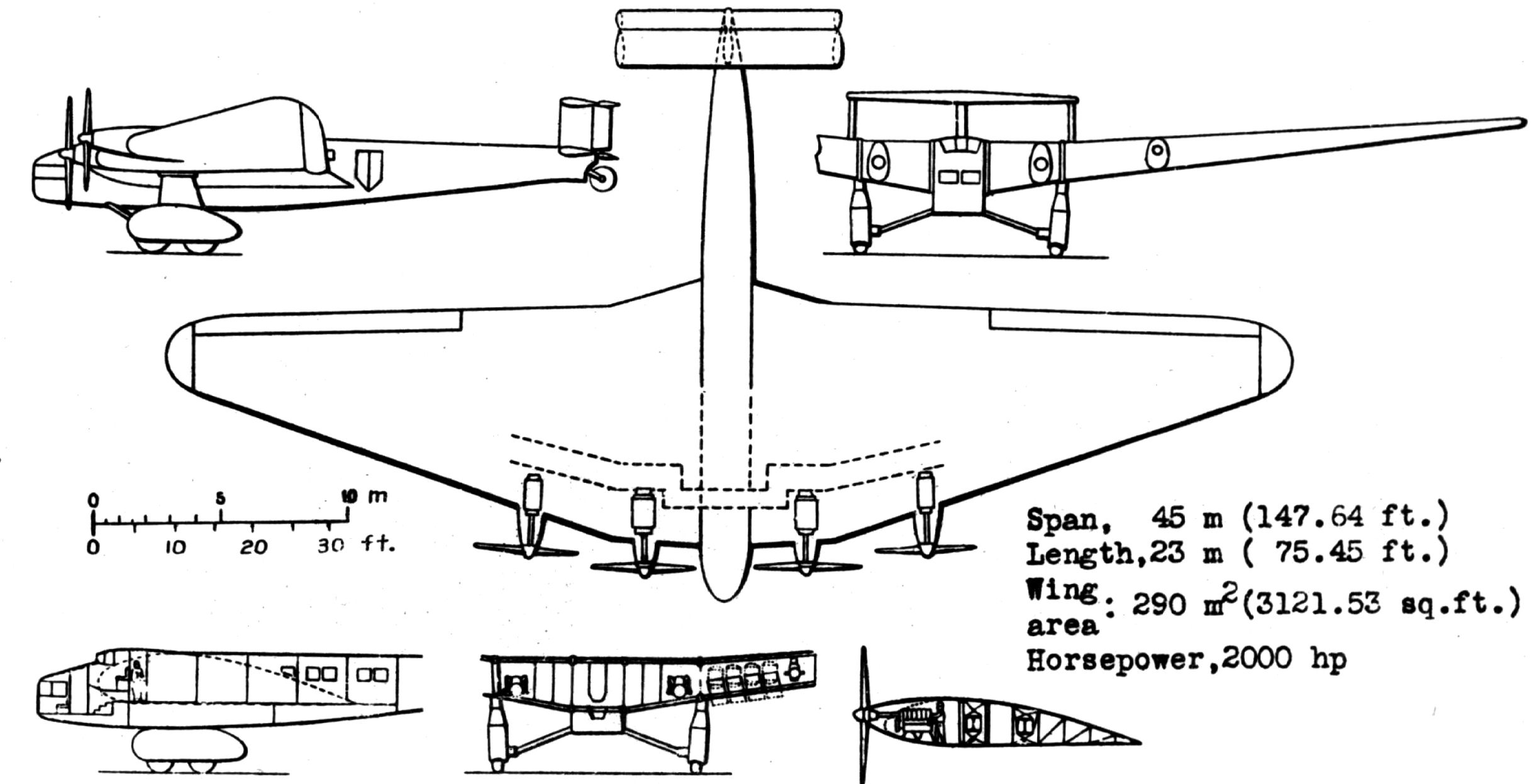
Třípohledový nákrres G 38

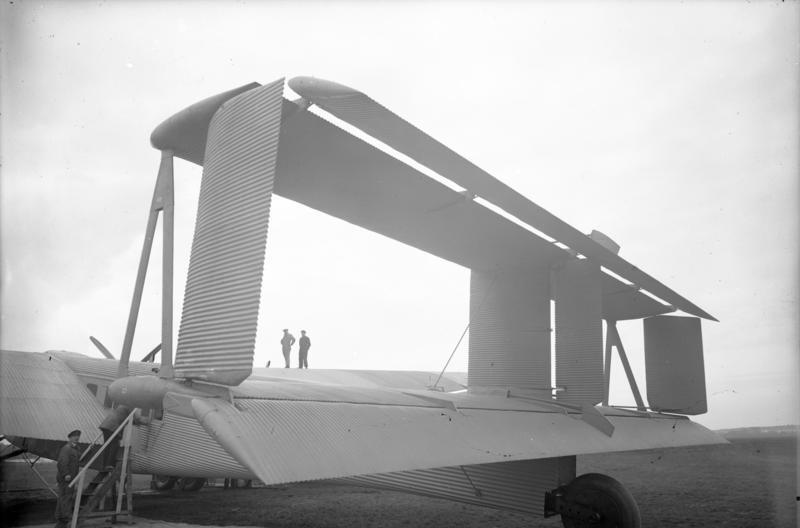
Ocasní plochy letounu Junkers G 38

### Technické údaje
- Posádka: 7
- Rozpětí: 44 m
- Délka: 23,20 m
- Výška: 7,20
- Nosná plocha: 305 m²
- Hmotnost prázdného letounu: 16 860 kg
- Vzletová hmotnost: 24 000 kg
- Pohonnájednotka: 4 × vznětový šestiválcový motor s protiběžnými písty Junkers Jumo 204

### Výkony
- Maximální rychlost: 245 km/h
- Cestovní rychlost: 208 km/h
- Přistávací rychlost: 78 km/h
- Stoupavost u země: 3 m/s
- Dostup: 3700 m
- Dolet s maximálním množstvím paliva: 3500 km
- Délka vzletu nad 20 m překážku: 560 m